# Ysyach
Ysyach (jak. ыhыах, yḥyah) – święto Nowego Roku obchodzone przez Jakutów.
Do 1941 roku obchodzone było 22 czerwca, ale ponieważ jest to data Operacji Barbarossa od tej pory obchodzi się je pomiędzy 10 a 25 czerwca. Podczas rządów Stalina świętowanie ysyach zostało oficjalnie zabronione, lecz w 1941 roku władze radzieckie wyraziły zgodę na organizowanie obchodów. Największe obchody (Tujmaada) odbywają się w ostatni weekend czerwca w Us Chatyn pod Jakuckiem.

## Geneza
Święto jest związane z głównym zajęciem Jakutów, pasterstwem. Obchodzi się je przed sianokosami, najważniejszym okresem roku dla pasterzy. Jest to czas, w którym w Jakucji jest pod dostatkiem paszy, a klacze produkują mleko. Jest to początek nowego sezonu rolniczego, a także koniec starego roku, d´ył i początek nowego, sył. Ysyach symbolizuje harmonię człowieka z naturą i dążenie do przyszłości.

## Przebieg
Na festyn przygotowuje się specjalne miejsce nazywane tiusiułge. Buduje się tam rytualną konstrukcję aar-bagach, złożoną z kilku połączonych słupków z pętami dla zwierząt. Wokół pęt ludzie umieszczają młode brzozowe gałęzie związane sznurkiem z końskiego włosia, jako amulet przeciwko złym duchom. W pobliżu konstrukcji ustawia się duży bukłak, sirisit, wypełniony kumysem z mleka klaczy. Ustawia się też tam drewniane czarki (czoron) do picia mleka. Na wschodniej stronie tiusiułge ustawia się święty słupek, serge, do którego przywiązuje się białego ogiera.
Biały szaman (juriung ojuun) rozpoczyna ceremonię, poświęcając kumys i inne przygotowane dary duchom nieba i wymawiając modlitwy. W trakcie ceremonii ludzie uczestniczą w rytualnym tańcu osuochaj. Po ceremonii odbywają się tradycyjne zabawy, uczta i wyścigi koni.

### Taniec osuochaj

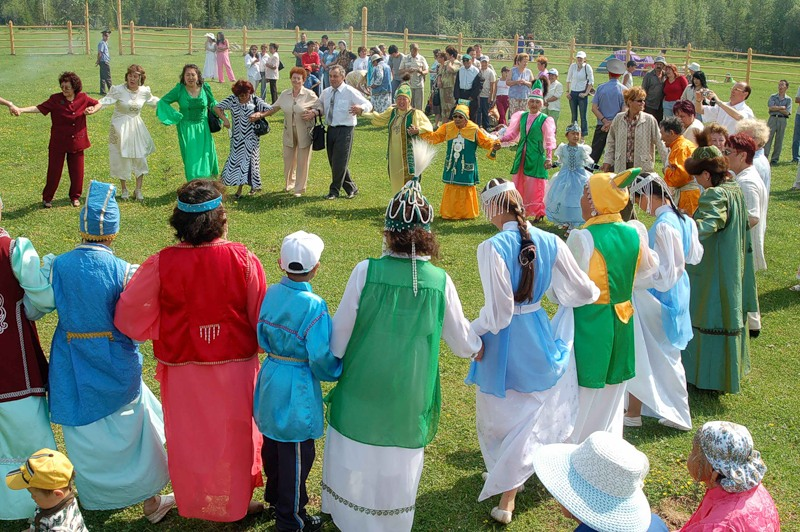
Taniec osuochaj

Osuochaj to taniec w kole, który rozpoczyna się razem z ceremonią i trwa do zmierzchu. Jest narodowym tańcem Jakutów. Uważają oni, że podczas osuochaj mają kontakt z całym wszechświatem.
Uczestnicy tańca splatają ze sobą dłonie, lewą stopę wysuwając do przodu, prawą do tyłu. Przemieszczają się w kierunku zgodnym z ruchem wskazówek zegara. Pieśniarz śpiewa kolejne siedmiosylabowe wersy, improwizując lub wykorzystując dawne teksty. Uczestnicy kręgu odpowiadają, powtarzając wersy za pieśniarzem do momentu, gdy ten zaśpiewa kilka wersów, sygnalizujących koniec pieśni. Pieśniarz następnie wskazuje kolejnego pieśniarza z kręgu, który kontynuuje prowadzenie tańca.